# برووالا
برووالا (به لاتین: Beruwala) یک منطقهٔ مسکونی در سری‌لانکا است که در ناحیه کالوتارا واقع شده‌است.